# Скьяви, Роландо
Рола́ндо Скья́ви (исп. Rolando Carlos Schiavi; род. 18 января 1973[…], Линкольн, Буэнос-Айрес) — аргентинский футболист, игравший на позиции защитника. Выступал за сборную Аргентины, в которой дебютировал в возрасте 37 лет.

## Биография
После начала профессиональной карьеры в скромном клубе «Архентино де Росарио», Скьяви довольно быстро приглянулся скаутам клуба Примеры «Архентинос Хуниорс». На протяжении 6 сезонов Роландо цементировал оборону «Красных жуков», однако не выиграл с ними ни одного титула. Ситуация изменилась после перехода в «Боку Хуниорс». С 2001 по 2005 год с «Бокой» он выиграл 7 крупных титулов и 1 суперкубок — Рекопу Южной Америки. За «Боку» Скьяви провёл 186 игр и забил 22 гола (из них в чемпионате Аргентины — 122 и 12 соответственно).
В 2006 году «Бока Хуниорс» приняла решение расстаться с (на тот момент) 33-летним игроком. Скьяви был продан за 550 тыс. евро в клуб испанской Сегунды «Эркулес».
Однако довольно скоро Роландо Скьяви вернулся в Южную Америку — транзитом через Бразилию (в составе «Гремио» он стал победителем чемпионата штата Риу-Гранди-ду-Сул) он возвратился в аргентинскую Примеру, в клуб «Ньюэллс Олд Бойз» из Росарио.
В июне 2009 года основной защитник «Эстудиантеса», а также игрок сборной Аргентины Маркос Анхелери получил серьёзную травму. 22 июня «Ньюэллс» согласился отдать в аренду Скьяви на оставшиеся матчи Кубка Либертадорес. Он сыграл в обоих полуфинальных матчах против «Насьоналя» и в обеих финальных играх против «Крузейро», закончившихся завоеванием клубом из Ла-Платы своего 4-го Кубка Либертадорес. По условиям соглашения «Эстудиантес» выплатил 100 тыс. долларов «Ньюллсу», страховку, а также зарплату самому футболисту за отчётный период (июнь-июль 2009 года).
В июне 2011 года вернулся в «Боку Хуниорс» в качестве свободного агента. Контракт подписан на один год. Сразу же Скьяви помог своей команде выиграть без единого поражения Апертуру 2011. В Кубке Либертадорес 2012 года «Бока» впервые за 5 лет сумела дойти до финала.

## Титулы
- Чемпион Аргентины (2): 2003 (Апертура), 2005 (А), 2011 (А)
- Чемпион штата Риу-Гранди-ду-Сул: 2007
- Обладатель Кубка Либертадорес (2): 2003, 2009
- Обладатель Южноамериканского кубка (2): 2004, 2005
- Обладатель Рекопы: 2005
- Обладатель Межконтинентального кубка: 2003